# Eosentomon konsenense
Eosentomon konsenense är en urinsektsart som beskrevs av Imadaté 1994. Eosentomon konsenense ingår i släktet Eosentomon och familjen trakétrevfotingar. Inga underarter finns listade i Catalogue of Life.